# Sarah Desjardins
Sarah Desjardins (Vancouver, 15 de julio de 1994) es una actriz canadiense conocida por sus papeles de Catherine en la serie Van Helsing, Maddy en la serie Project Mc² y Jenna Hope en la serie Impulse.

## Primeros años
Desjardins nació y se crio en Vancouver, Columbia Británica y tiene un hermano menor.
Desjardins supo que quería actuar desde una edad temprana y al expresar interés en actuar a los seis años, sus padres le consiguieron un agente. Sin embargo, al darse cuenta del trabajo que implicaría, incluidos los gastos, los viajes y la memorización de líneas, la sacaron y la animaron a seguir adelante si todavía estaba interesada cuando creciera. En la escuela secundaria, Desjardins decidió intentar actuar de nuevo y consiguió fotos de portafolio y un agente.

## Carrera
El primer papel de Desjardin fue en 2011 en Magic Beyond Words, una película hecha para televisión sobre la vida de J.K. Rowling donde Desjardins retrata una versión más joven de la hermana de Rowling, Diane. Además, Desjardins ha sido estrella invitada en numerosos programas como Supernatural y Imaginary Mary. Desjardins también ha protagonizado numerosas películas hechas para televisión, incluida la película para televisión de 2016, "Unleashing Mr. Darcy", en la que interpretó a Zara Darcy en una nueva versión moderna de "Pride and Prejudice". En 2017, protagonizó "Drink, Slay, Love", una película de Lifetime sobre vampiros adolescentes.
En 2016, tuvo un papel recurrente en "Van Helsing", un programa postapocalíptico sobre una mujer que puede convertir a los vampiros en humanos. Desjardins se encuentra interpretando a Catherine, un personaje que llega con un grupo de refugiados y toma a una niña más joven, Callie, bajo su protección. Ese mismo año, comenzó un papel recurrente en la serie de Netflix Project Mc². En la serie interpreta a Maddy McAlister, la hermana mayor del personaje principal McKeyla, quien, junto con sus amigos, es reclutada para unirse a una organización de espías y usar STEM para salvar el día. Su personaje es un agente de espionaje superior y debe averiguar si su hermana se ha cruzado al lado oscuro. Ella describe su personaje como si tuviera dos lados, tanto cariñoso y solidario como frío y siniestro.
En diciembre de 2016, se anunció que Desjardins protagonizaría Impulse, un programa en Youtube Premium sobre una niña de 16 años llamada Henry que puede teletransportarse. La serie está ambientada en el mismo universo que la película de ciencia ficción de 2008, Jumper basada en el libro del mismo nombre de 2013 de Steven Gould. Inicialmente audicionando para el papel principal de Henrietta "Henry" Coles, En cambio, Desjardins interpreta a su futura hermanastra, Jenna, a quien se hace más cercana después de descubrir que fue agredida sexualmente por un compañero de clase. Desjardins describe su personaje como multifacético, siendo tanto una chica popular como la confidente de Henry después de su asalto. Además, describe a Jenna como alguien que no sabe lo que quiere ni quién es. La primera temporada se estrenó el 6 de junio de 2018 mientras que la segunda se estrenó el 16 de octubre de 2019, sin embargo la serie se canceló en marzo de 2020.
En 2019, Desjardins comenzó un papel recurrente en la cuarta temporada de la serie dramática de The CW Riverdale, como Donna Sweett, una compañera de clase a quien Jughead Jones se encuentra en su nueva escuela, Stonewall Prep y luego se convierte en uno de los antagonistas.

## Filmografía
| Año       | Título                              | Papel                 | Notas |
| --------- | ----------------------------------- | --------------------- | --- |
| 2011      | Magic Beyond Words                  | Diane Rowling (13-15) | Película de televisión                                                                                               |
| 2011      | Clue                                | Whitney               | Reparto principal También lanzado como una película para televisión en 2014 titulada Clue: A Movie Mystery Adventure |
| 2012      | Kiss at Pine Lake                   | 15-year old Zoe       | Película de televisión                                                                                               |
| 2013      | Floodplain                          | Vic                   | Cortometraje |
| 2013      | Romeo Killer: The Chris Porco Story | Melanie Sullivan      | Película de televisión                                                                                               |
| 2013      | Supernatural                        | Young Robin           | Episodio: "Bad Boys"                                                                                                 |
| 2015      | Into the Grizzly Maze               | Sydnee                | Película |
| 2015      | Truth and Lies                      | Barb                  | Película de televisión                                                                                               |
| 2015      | Wayward Pines                       | Carrie                | Episodio: "The Truth"                                                                                                |
| 2016      | A.R.C.H.I.E                         | Isabel                | Película |
| 2016      | Unleashing Mr. Darcy                | Zara Darcy            | Película de televisión                                                                                               |
| 2016      | I Didn't Kill My Sister             | Brooke                | Película de televisión                                                                                               |
| 2016      | Van Helsing                         | Catherine             | Recurrente (temporada 1); 5 episodios                                                                                |
| 2016-2017 | Project Mc2                         | Maddy McAlister       | Recurrente |
| 2017      | Cold Zone                           | Claire                | Película |
| 2017      | Imaginary Mary                      | Melissa               | Episodio: "Alice the Mole"                                                                                           |
| 2017      | Drink, Slay, Love                   | Tara                  | Película de televisión                                                                                               |
| 2017      | Woman of the House                  | Misty                 | Película de televisión                                                                                               |
| 2018-2019 | Impulse                             | Jenna Hope            | Reparto principal |
| 2019-2020 | Riverdale                           | Donna Sweett          | Recurrente (temporada 4) Invitada (temporada 5)                                                                      |
| 2023      | El agente nocturno                  | Maddie Redfield       | 10 episodios |